# Governatorato di al-Mafraq
Il governatorato di al-Mafraq è uno dei dodici governatorati della Giordania. Il capoluogo è la città di al-Mafraq.